# Сао Гонсало
Сао Гонсало (порт. São Gonçalo) град је у Бразилу у савезној држави Рио де Жанеиро. Према процени из 2007. у граду је живело 960.631 становника.

## Становништво
Према процени из 2007. у граду је живело 960.631 становника.
| 1991.   | 2000.   |
| ------- | ------- |
| 779,832 | 891,119 |